# August Hagborg
August Hagborg (26 mei 1852, Göteborg – 30 april 1921, Parijs) was een Zweedse kunstschilder die het meeste van zijn tijd doorbracht in Parijs. Hagborg is vooral bekend om zijn realistische schilderijen van de kust van Normandië en Bretagne. Hagborg was van 1876 tot 1911 een vaste deelnemer aan de Parijse Salons. Zijn werk is vertegenwoordigd in diverse Europese musea.

## Levensloop

### Jeugd en studiejaren
Hagborg werd op 26 mei 1852 geboren in een groot gezin in Göteborg, aan de westkust van Zweden. Zijn vader, Nikolaus Hagborg (1798-1860), was een assistent-universiteitsprofessor en overleed reeds toen August 8 jaar was. Zijn moeder, Wilhelmina Margareta Schagerström (1819-1886), had haar handen vol met de opvoeding van haar vijf zonen en dochter.
Ondanks de ongunstige mening van zijn moeder besloot de jonge August Hagborg een artistieke studie te beginnen in plaats van 
een wetenschappelijke opleiding. Als tiener was hij student aan de tekenschool van het Göteborgse museum.
In de herfst van 1871 kreeg hij toegang tot de Koninklijke Zweedse Academie voor Schone Kunsten in Stockholm. Van 1872 tot 1874 studeerde hij er onder leiding van de Zweedse schilder Johan Christoffer Boklund (1817-1880) en de Spaanse schilder Vicente Palmaroli (1834-1896). Op de kunstacademie werd hij bevriend met andere kunstschilders waaronder Carl Larsson, Georg Pauli, Ernst Josephson en Anders Zorn, die allemaal zijn vrienden voor het leven werden.
Na zijn studie ging hij in de herft van 1875 naar Parijs om zijn opleiding voort te zetten, zoals de meeste jonge Scandinavische kunstenaars van die tijd deden. 

### Hagborgs' carrière
Hij bleef in Frankrijk wonen tot 1909.  Woonachtig in de Franse hoofdstad aan de Boulevard Marguerite-de-Rochechouart 35, begon Hagborg met een reeks genretaferelen (folkloristische kostuums, stedelijke types). Hij vestigde zich met zijn studio in Montmartre. 
In 1876 wekte hij al de belangstelling van het Parijse publiek met “Gavroche”, een doek waarop een jongen afgebeeld wordt die op een straat in Parijs de krant Le Figaro leest. Het schilderij werd gekocht door Oscar II van Zweden. Dankzij deze gebeurtenis werd Hagborg opgemerkt door critici.
Hij wisselt zijn verblijf af tussen Frankrijk in de lente en Zweden in de zomer, waardoor zijn verblijf daar afhankelijk is van de seizoenen en de artistieke evenementen. Voor Hagborg, die zelf ervaring had met het leven aan zee, was het vanzelfsprekend om zich aan te sluiten bij de kunstenaarsclusters die al in de jaren zeventig van de negentiende eeuw langs de Franse Atlantische kust waren ontstaan. 
De eerste keer dat hij naar Bretagne kwam, was in 1877 samen met Georg Pauli. Al in hetzelfde jaar nam hij deel aan de Parijse Salon met een olieverfschilderij getiteld “L’Attente” (Wachten), een werk geïnspireerd door zijn geboortestreek, voorstellende een vissersvrouw die met een kind in haar armen op een steiger staat en uitkijkt over de zee. Dat schilderij werd de publieke doorbraak van August Hagborg. Gedurende de rest van zijn leven bleef Hagborg geïnteresseerd in afbeeldingen van het Franse volksleven. De omgeving in en rond verschillende kleine dorpen en gemeenschappen aan de Bretonse en Normandische kust werd door de kunstenaar grondig onderzocht, en op de stranden schilderde hij graag vissers en mosselverzamelaars in hun natuurlijke omgeving.
Hagborg schilderde vaak mensen of boten tegen de heldere kust, de zee en de lucht in een sobere, realistische stijl, mogelijk beïnvloed door de invloedrijke realist Jules Bastien-Lepage.
Een jaar later vertegenwoordigde hij zijn land in het Zweedse paviljoen tijdens de Wereldtentoonstelling met “Väntan”, een groot portret van een visser die zijn dochter in zijn armen draagt.
Op het Salon van 1879 in Parijs bleef zijn werk “Grande Marée dans la Manche” (“Eindvloed in het Engelse Kanaal" of "Low Tide in the English Channel”) niet onopgemerkt. Dit groot schilderij stelt een strand in Normandië voor waar, onder een hemel vol dreigende wolken, een groot aantal vissers te voet verspreid van de voorgrond naar de gezichtslijn bezig is. Het schilderij met oestervissers in de hoofdrol, werd gekocht door het Musée du Luxembourg in Parijs, een eer die relatief uitzonderlijk was voor een buitenlandse schilder. Het werk bevindt zich in de collectie van het Musée de Saint-Maur, in Saint-Maur-des-Fossés. Het succes van “Grande Marée dans la Manche” bij de administratie voor Schone Kunsten wordt breed weerspiegeld bij het publiek: het werk wordt overvloedig gereproduceerd in gravures, op ansichtkaarten uitgegeven door het Musée du Luxembourg en de afbeelding wordt zelfs gebruikt voor reclame-ansichtkaarten.
Vanaf 1879 stroomden de bestellingen binnen. Zijn klantenkring bestaat uit Franse verzamelaars en handelaren, maar ook verzamelaars uit Zweden, Duitsland, de Verenigde Staten en het Verenigd Koninkrijk. Hagborg specialiseerde zich in de vertegenwoordiging van vissers en leek zich definitief af te keren van de academische onderwerpen van zijn begin. Het begrijpen van de evolutie van de kunstenaar wordt bemoeilijkt door de terugkerende afwezigheid van data op zijn schilderijen.
Datzelfde jaar trouwde hij met de 18-jarige Zweedse Gerda Christina Getberg (1863-1934), waarna hij samen met zijn jonge vrouw opnieuw naar Parijs vertrok. Hagborg woonde tot 1909 in Parijs en bezocht regelmatig Zweden, voornamelijk in de zomer, om in de open lucht te werken. Vanaf de eeuwwisseling logeerde hij graag bij zijn vriend Anders Zorn in Mora, die hij in 1901 in zijn atelier schilderde. Na 1909 woonde hij voornamelijk in Zweden, maar bleef regelmatig Parijs bezoeken.

### Opponenterna

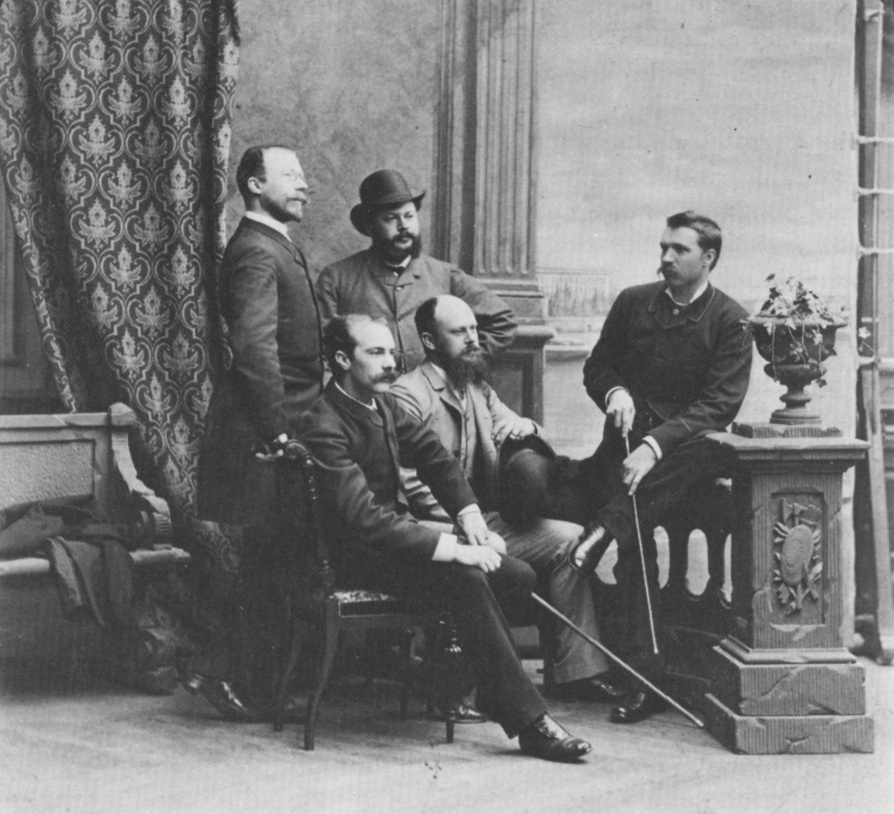
Studio foto met enkele leiders van de Opponenterna. Staand van links: Carl Larsson en Ernst Josephson. Zittend van links: Richard Bergh, August Hagborg en Per Hasselberg

In 1885 keerde Hagborg, tegen die tijd al een redelijk bekende en gezaghebbende kunstenaar, voor enige tijd terug naar Zweden, waar hij samen met zijn oud-medestudent Carl Larsson, de kunstgroep “Opponentern” (analoog aan de Russische Peredvizjniki) steunde in haar confrontatie met de Academie.
De kunstenaarsbeweging Opponenterna ('de Tegenstanders') waseen groep van 84 Zweedse kunstenaars die, onder leiding van Ernst Josephson, in de jaren 1880 de Tegenstandersbeweging (Opponentrörelsen) organiseerden. Op 27 maart 1885 dienden de leden hun schriftelijke eisen in bij de Koninklijke Zweedse Academie voor Schone Kunsten voor een modernisering en hervorming van het kunstonderwijs, tentoonstellingsactiviteiten en steun voor kunstenaars. Hun eisen werden echter afgewezen, wat op zijn beurt leidde tot de oprichting van de Konstnärsförbundet ('de Kunstenaarsvereniging'). Andere leden van Opponenterna waren onder meer Ernst Josephson, Carl Larsson, Eugène Jansson, Richard Bergh, Karl Nordström en Georg Pauli.

## Stijl en werkmethodiek
Volgens Hagborg was het doel van de schilderkunst om scènes uit het dagelijks leven zo levendig mogelijk op het doek te plaatsen. Kenmerkend voor zijn eerdere werken zijn gele en rode tinten, in latere werken schilderde hij vooral in een discreet grijs-paars palet.
In tegenstelling tot veel Zweedse kunstenaars die tegelijkertijd in Parijs gevestigd waren, verwierp hij de academische leer die hij in Stockholm ontving niet volledig. Hoewel hij deel uitmaakte van de naturalistische beweging, die de voorkeur gaf aan alledaagse onderwerpen met een voorliefde voor scènes uit het plattelandsleven, maakte Hagborg zijn schilderijen in het atelier. Hij ging regelmatig naar Normandië, vooral naar Cayeux-sur-Mer en Agon, en naar Bretagne, waar hij schetsen maakte en vervolgens terugkeerde naar Parijs, waar hij zijn composities ontwikkelde en creëerde door modellen te poseren die hij als vissers kleedde en waaraan hij verschillende accessoires bevestigde.
Door de productie in de werkplaats kunnen we de specifieke weergave van veel van Hagborgs schilderijen begrijpen: de afwezigheid van zand op de blote voeten van zijn vissersvrouwen, de soms heldere of zelfs pittige kleuren van de kleding, de delicatesse van de vrouwelijke gezichten, de steeds terugkerende vereenvoudiging van de achtergrond waarop de figuren opvallen, die daarentegen erg uitgewerkt zijn.
Hagborgs academische werkwijze en studioproductie worden in feite geassocieerd met onderwerpkeuzes die duiden op een interesse in realisme. Door de wolkenluchten te observeren die soms samenvloeien met de zee aan de horizon, kunnen we ook de afstand tot de regels van de Academie beoordelen.

## Schilderijen
Een groot deel van zijn oeuvre bestaat uit olieverfschilderijen met als centrale thema de kust van Normandië en de Franse vissers die er aan het werk waren. Daarnaast maakte Hagborg ook vele schilderijen met taferelen en landschappen uit zijn geboortestreek, interieurschilderijen, schilderijen met boerentaferelen en zelfs (naakt)portretschilderijen. 

### Genretaferelen en landschappen
Aanvankelijk concentreerde August Hagborg zich op genretaferelen en verbeeldde hij historische scènes uit het 18e-eeuwse Frankrijk. Hij maakt een reeks van genretaferelen en vele landschapsschilderijen.

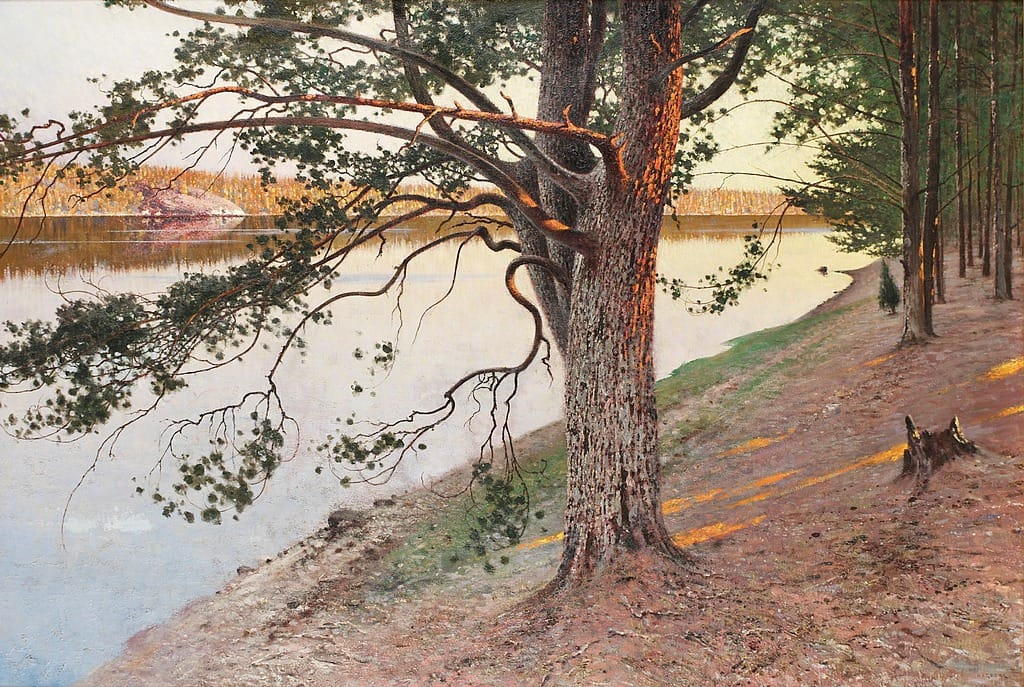
Avondzon op een pijnboom
Anders Zorn in zijn studio - Göteborgs konstmuseum
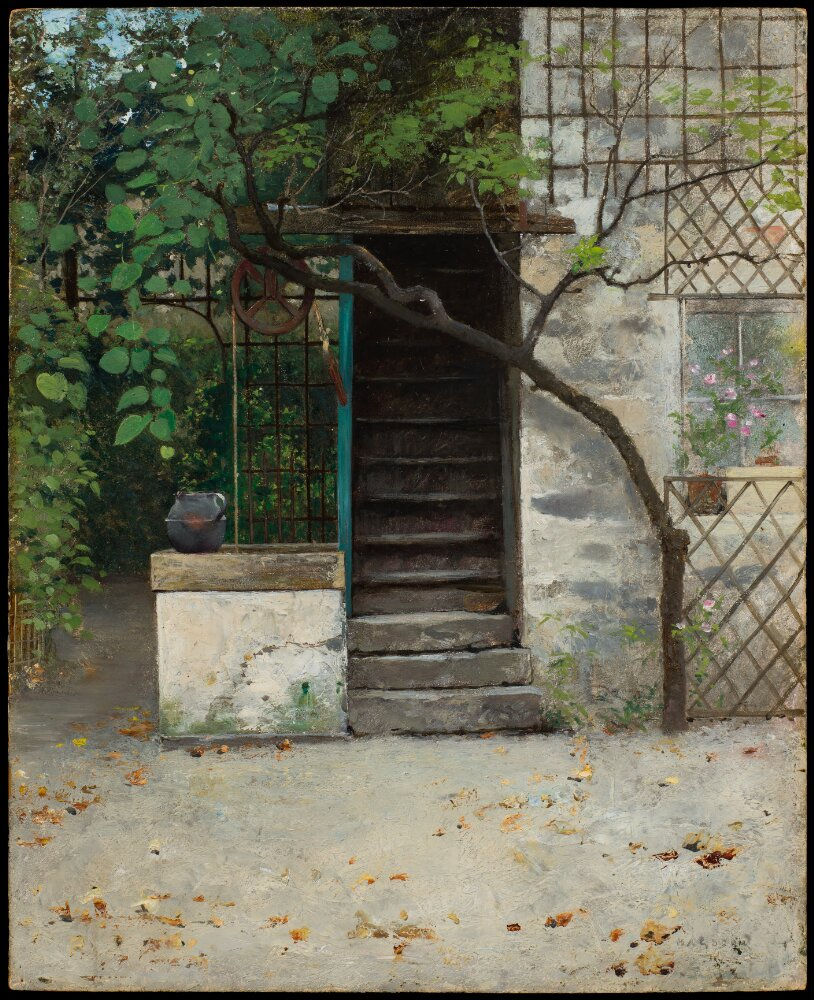
Buiten de studio van Hugo Birger in Parijs, Nationalmuseum
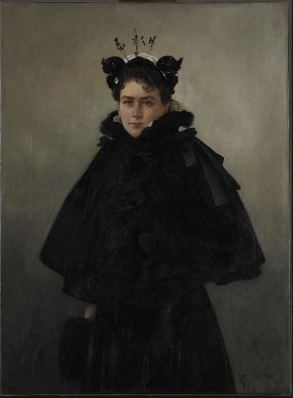
Portret
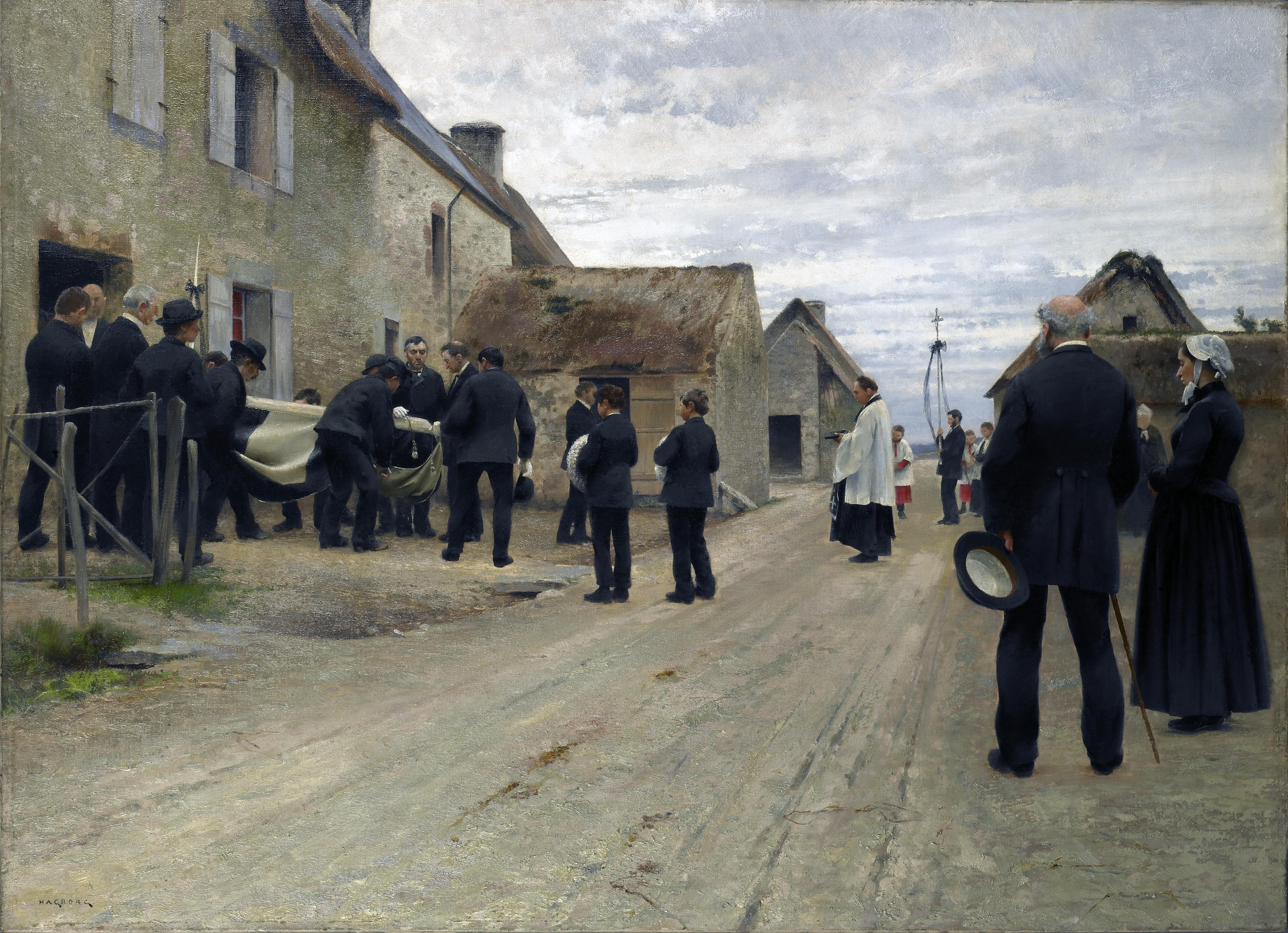
Begrafenis in een dorp in La Manche

### Naturalisme
Toen hij begon met schilderen in Normandië en Bretagne, ontdekte hij enkele motieven die zijn werk zouden gaan domineren, zoals stranden, vissers en hun families. August Hagborg maakt van stranden, vissers en hun families de hoofdthema's van zijn werken. Hi schilderde ook zeegezichten, geïnspireerd op taferelen die hij waarneemt in het zuiden van Zweden.
In het begin van zijn carrière presenteerde August Hagborg een zeer vloeiende stijl die dicht bij de neo-rococo-beweging lag, representatief voor het Scandinavische artistieke landschap: de nieuwe realistische stromingen van Jules Breton bijvoorbeeld, en het impressionisme waren daar nog niet relevant. 
Vervolgens wijdde hij zich aan het naturalisme en beeldde daarmee de landschappen af die hij in Normandië en Bretagne ontdekte en waarmee hij in de ban raakte. Zijn werken kenmerken zich door een opvallend picturaal realisme. De kunstenaar wordt ook beschouwd als een van de belangrijke figuren van het monumentale naturalisme.
Zijn relatief bleke palet stelt hem in staat de grijsheid en het licht bewolkte uiterlijk van de lucht in deze Franse streken te laten zien. Door gebruik te maken van technieken waarbij verflagen over elkaar heen worden gelegd, slaagt de kunstenaar erin contrast aan te brengen in deze werken en het bewolkte weer van het Engelse Kanaal dat hij afbeeldt te verlichten.

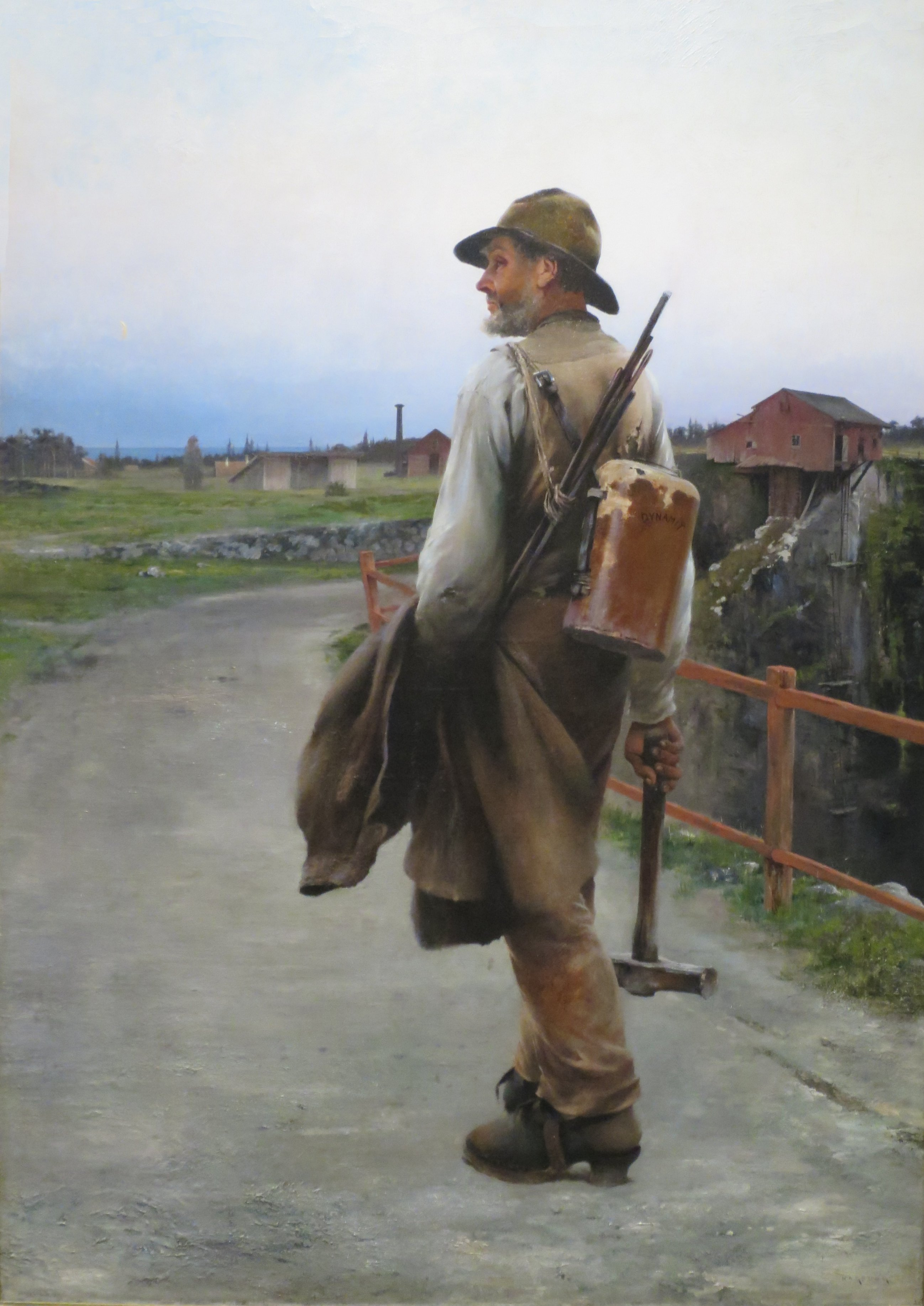
Een mijnwerker, 1880
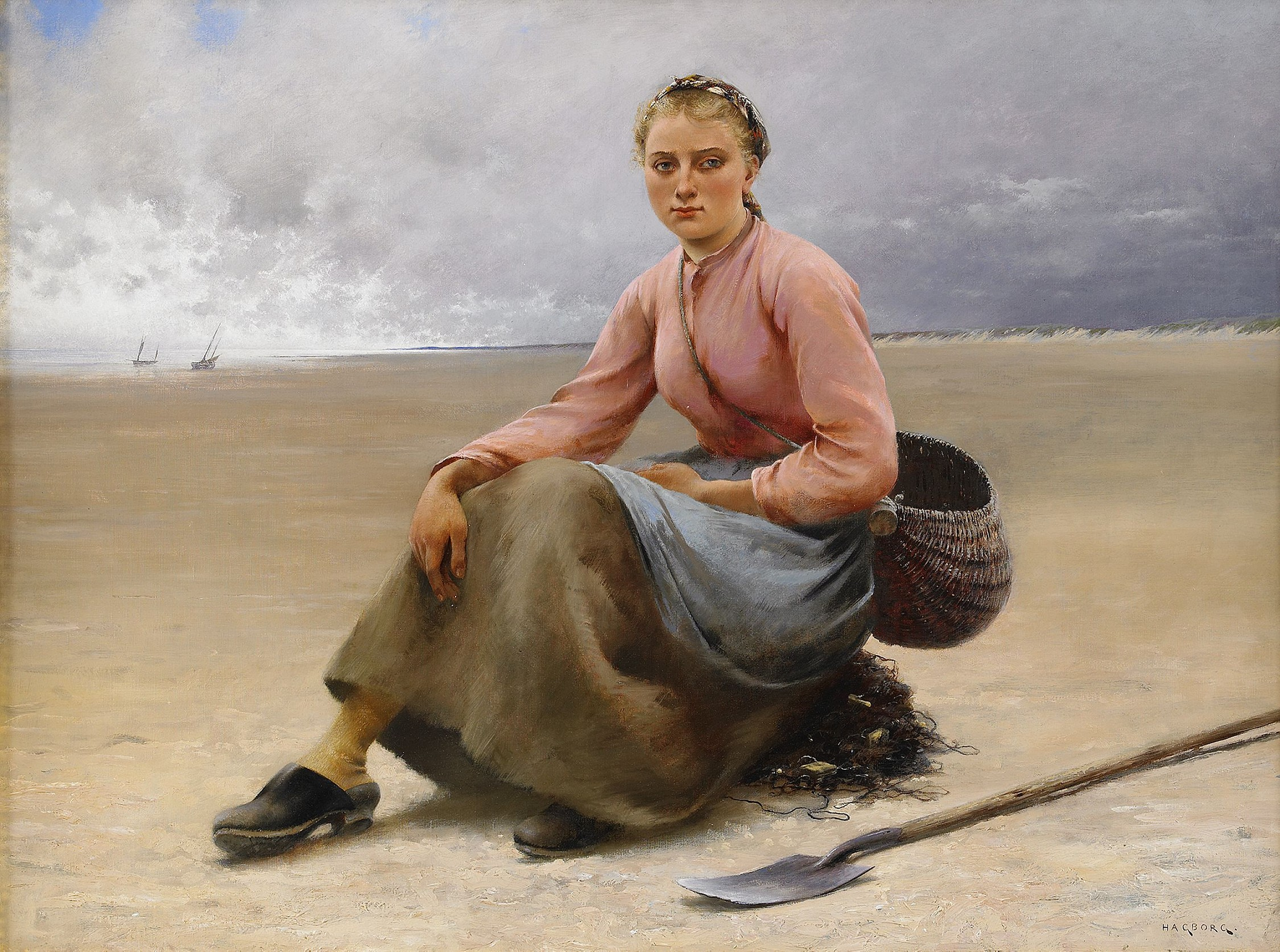
Oesteroogsters
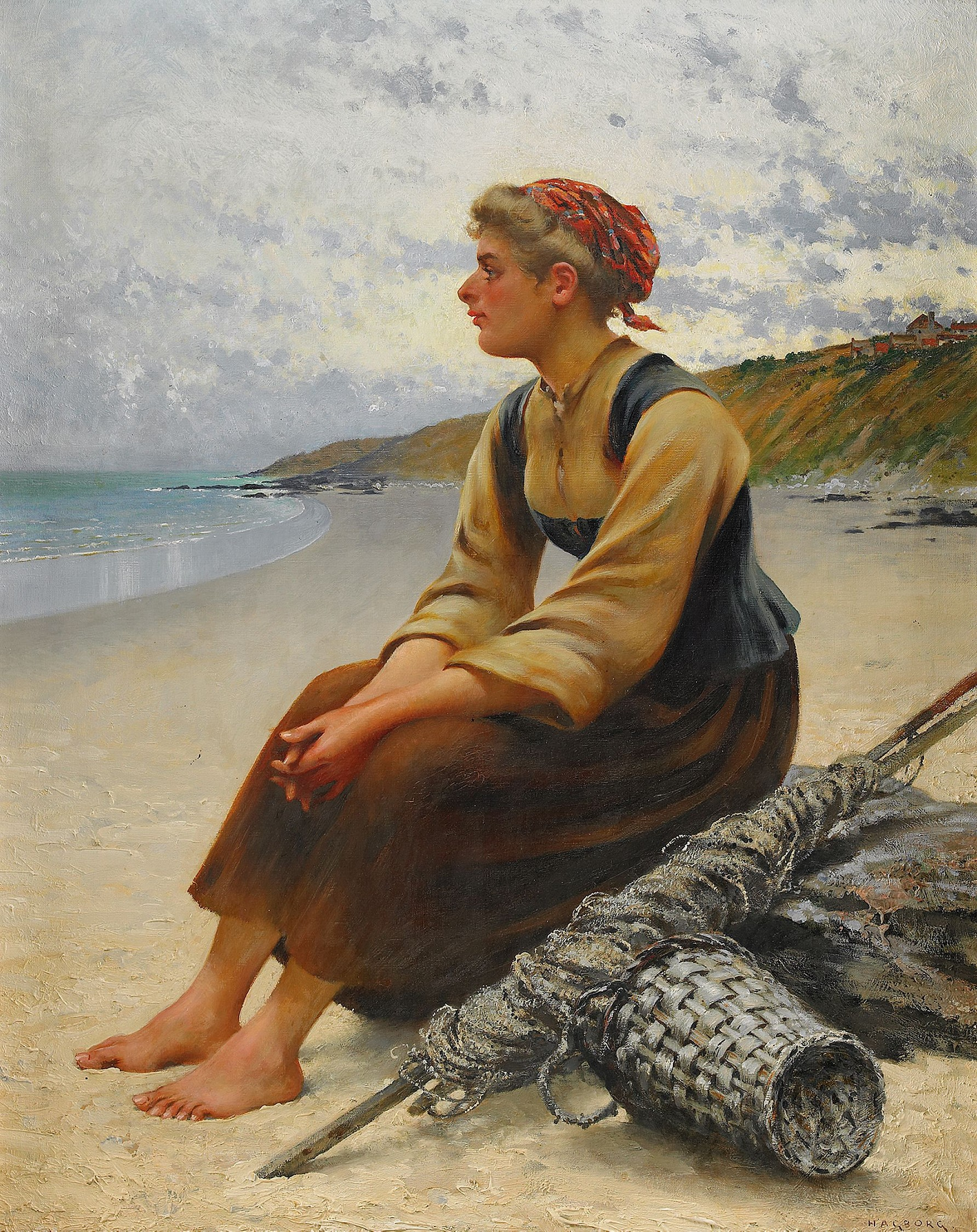
Oesteroogster op het strand
De begraafplaats in Tourville, Göteborgs konstmuseum
Zegening van een vissersboot, Göteborgs konstmuseum

### Symbolisme en abstracte periode
In 1909 vestigde hij zich in Zweden en bezocht hij nog regelmatig Parijs. Na 1914 verbleef hij in de Zweedse stad Dalarnas län. 
Aan het einde van zijn carrière, vanaf de twintigste eeuw, zien we een nieuwe interesse in landschappen. Zonder zijn portretten van vissers aan verre horizonten te stoppen, creëert hij verschillende landschappen met een vleugje symboliek. De bomen en rotsen krijgen in deze schilderijen zeer uitgesproken kleuren en het licht krijgt bijzondere aandacht, vooral bij scènes van zonsondergangen en tegenlicht. Deze schilderijen hebben als onderwerp een sfeer die de kunstenaar de kijker probeert te laten voelen; dit zijn nieuwe artistieke interesses die ver verwijderd zijn van de onderwerpen die hem in de jaren zeventig van de negentiende eeuw naar de visserstaferelen aan de Normandische kust brachten.
Zijn abstracte landschappen en Zweedse zonsondergangen trokken de aandacht omdat ze doordrenkt waren van een experimentele vrijheid van expressie.

## Tentoonstellingen
Met uitzondering van de jaren 1878 en 1910, exposeerde Hagborg van 1876 tot 1911 jaarlijks op het het Salon van Parijs. Na 1911 exposeerde hij niet meer in Frankrijk en was hij geen lid meer van de Société Nationale des Beaux-Arts, maar hij verbleef tot het einde van zijn leven regelmatig in Frankrijk.
- Salon van 1877 in Parijs, waar het werk "Het Wachten" wordt tentoongesteld. Op het doek staat een jonge vissersvrouw afgebeeld die uitkijkt over zee op zoek naar de vissersboot van haar man, de eerste van zijn vele beroemde scènes uit het leven van de vissersbevolking;
- Wereldtentoonstelling van 1878, waar het schilderij 'Visser en dochter' werd tentoongesteld;
- Salon van 1879 in Parijs, waar het werk “Grande Marée dans la Manche" ("Low Tide in the English Channel”) wordt tentoongesteld. Het schilderij met oestervissers in de hoofdrol, werd gekocht door het Musée du Luxembourg in Parijs;
- Salon van 1881 in Parijs. Deze tentoonstelling omvatte het werk “De inauguratie van een vissersboot”, gekenmerkt door een voortreffelijke behandeling van het luchtperspectief en van de acterende figuren, alsook een portretschilderij van zijn moeder
- 1885-1894: tentoonstellingen georganiseerd door de Federatie van Kunstenaars, waaronder de tentoonstellingen in Stockholm met de titels “The Opponents' Exhibition” (Opponenternas Utställning) en “The Banks of the Seine” (Från Seinens Strand). Tijdens deze tentoonstellingen droeg Hagborg bij aan de import van meerdere Parijse artistieke stromingen naar Zweden.
- 1889: na de weigering van de Zweedse regering om deel te nemen aan de Wereldtentoonstelling van Parijs, organiseerde de Federatie een onofficiële Zweedse kunstafdeling waarin Hagborg met acht schilderijen een van de belangrijkste exposanten was;
- 1911: Salon de la Société Nationale des Beaux-Arts in Parijs (Hagborg woonde toen in Stockholm)

## Eretitels en prijzen
Zowel de erkenning van Hagborgs talent als de erkenning van de kwaliteit van zijn integratie in zijn geadopteerde thuisland Frankrijk bleek door de diverse prijzen en eretitels die hij verwierf van de overheid en artistieke instellingen.
- 1879: Medaille voor het schilderij "Eindvloed in het Engelse Kanaal"
- 1889: Lid van de schildersjury voor de Wereldtentoonstelling, aangesteld door de administatie voor Schone Kunsten
- 1890-1911: Lid van de Société Nationale des Beaux-Arts
- 1893: Benoemd tot Ridder in het Legioen van Eer (1893)
- 1894: Lid van de schildersjury van de Salon de la Société Nationale des Beaux-Arts
- 1900: Lid van de schildersjury van de Wereldtentoonstelling
- 1901: Gepromoveerd tot Officier in het Legioen van Eer
- 1921: Herdenkingstentoonstelling in Zweden

## Musea en publieke collecties
- Nationalmuseum, Stockholm, Zweden[10]
- Göteborgs konstmuseum, Zweden
- Musée des Beaux-Arts in Rouen, Frankrijk
- Musée d'Orsay, Paris, Frankrijk [11]
- Art Museums of Bergen, Noorwegen
- Museum of Bohuslän, Zweden
- Musée de Saint-Maur[12]
- Musée du Luxembourg, Parijs

Bron:

## Privéleven
August Hagborg had drie broers: Mauritz Hagborg (1853-1915), de kunstschilder en duiker Otto Josias Engelbrekt Hagborg (1854-1927) en Gustaf Hagborg (1858-). 
Na het overlijden van zijn vader in 1860 werd zijn moeder voor de tweede maal weduwe. In 1849 overleed immers haar eerste man Johan Olaf Wohlfahrt (1806-1849), waarmee ze drie kinderen had. August had een halfzus Hanna Wohlfahrt (1847-) en ook twee halfbroers, Frank Wohlfahrt en Frederik Wohlfahrt.
In 1885 trouwde hij met Gerda Christina Göthberg (1863-1934) in Stockholm. Zijn twee jaar jongere broer Otto Hagborg was een professioneel duiker en was tevens kunstschilder.

## Trivia
- Op de Salon van 1880 werd hem een buste van zichzelf aangeboden door de Zweedse beeldhouwer Ingel Fallstedt.
- Hij werd onderdeel van een kring van Zweedse schilders waartoe ook Eugenius van Zweden behoorde, een begaafd amateurkunstenaar.
- Hagborg werd begraven in Zweden op de begraafplaats Norra begravningsplatsen in Stockholm.